# 9012 Benner
A 9012 Benner (ideiglenes jelöléssel 1984 UW) a Naprendszer kisbolygóövében található aszteroida. Edward L. G. Bowell fedezte fel 1984. október 26-án.